# El dir de la gent
Lo dir de la gent (El dir de la gent, en català normatiu) és una comèdia en tres actes i en vers, original de Frederic Soler, estrenada al Teatre Romea, el dia 9 de novembre de 1880.

## Repartiment de l'estrena
- La marquesa: Concepció Pallardó
- Donya Tomasa: Caterina Mirambell
- Amparo: Carme Parreño
- Conxita: Caterina Fontova
- Don Joan: Iscle Soler
- Don Enric: Joan Isern
- Carlos: Hermenegild Goula
- Senyor Cantarell: Lleó Fontova
- Martí: Jacint Sarriera

## Edicions
- 5ª ed.: Impremta de Salvador Bonavia. Barcelona, 1910